# Aigle Noir AC
Aigle Noir Athlétique Club – haitański klub piłkarski z siedzibą w mieście Port-au-Prince.

## Osiągnięcia
- Mistrz Haiti (4) : 1953, 1955, 1970, 2006
- Puchar Haiti (Coupe d'Haïti) (1): 1960